# Nininho Vaz Maia
Avelino Abel Vaz Maia (Lisboa, 25 de fevereiro de 1988), conhecido também por Nininho Vaz Maia ou Nininho, é um cantor e compositor português.
Nininho Vaz Maia ganhou uma grande projeção pública a partir de 2019, sobretudo através da plataforma YouTube. Os seus temas “Cola-te a Mim”, “Quiero Bailar” ou “Soy Gitano” foram os seus primeiros grandes êxitos e rapidamente chamaram a atenção de uma grande legião de fãs. Atualmente, o artista apresenta mais de 67 milhões de visualizações no seu canais oficiais e o seu álbum de estreia, Raízes, atingiu o galardão de Disco de Platina em Portugal.
Nininho é também considerado uma das principais vozes ligadas ao flamenco em Portugal.

## Vida e Carreira

### Infância
Nascido na Maternidade Alfredo da Costa, em Lisboa, Nininho passou a sua infância e adolescência nas Olaias, onde viveu com a sua família.

### 2016–2020: O início da carreira (do vídeo dedicado à irmã ao sucesso no Youtube)
Em 2013, Nininho começou a dar os seus primeiros passos mais sérios enquanto músico e compositor. Nesse momento começou a compor os seus primeiros temas musicais, com inspiração na música pop e no flamenco. Num primeiro momento gravou um vídeo interpretando uma canção para enviar à irmã. Depois de o ver, ela mostrou à sua prima, que mais tarde partilhou no YouTube. Nesse vídeo caseiro, Nininho Vaz Maia cantava e tocava guitarra num ambiente simples e descomprometido. Os números de visualizações no Youtube começaram a crescer e rapidamente um número cada vez maior de fãs começou a seguir os vídeos e as músicas que Nininho ia compondo e partilhando.
Durante este período, Nininho Vaz Maia lançou 8 singles e lançou as bases para o disco que viria a seguir.

### 2021: O álbumRaízese o reconhecimento
Em 2021, edita Raízes, o seu álbum de estreia. Em 11 faixas, Nininho procurou transformar este disco numa homenagem às suas raízes na comunidade cigana. As canções retratam esse universo, através de um estilo musical próprio que combina os géneros flamenco com a música pop, unidos num género diferente do habitual. Surgiram então reações muito positivas ao disco e a este novo género musical que Nininho veio trazer.
Durante a produção do disco Raízes, o artista trabalhou de perto com alguns músicos que o acompanham há já vários anos. A colaboração dos músicos Rodrigo do Carmo (Stego), Ariel e Daus foi essencial. Para além do próprio Nininho, tiveram ainda participação na composição Gilberto Maia (Popinho) e Triana Marín.
Neste ano de 2021, Nininho apresentou-se pela primeira vez ao vivo, e os seus dois concertos de estreia em Beja e Almeirim esgotaram. Na sua primeira vez em palco, Nininho encheu o Parque de Feiras e Exposições de Beja, onde recebeu o seu primeiro Disco de Ouro, e mais tarde a Arena de Almeirim.

### 2022: Disco de Platina, Coliseus esgotados e Tour na estrada
Já em 2022, Raízes atingiu o galardão de Disco de Platina. Nininho volta à estrada e enche o Teatro José Lúcio da Silva, em Leiria. De seguida, esgota também os Coliseus de Lisboa e Porto. Durante o espectáculo do Coliseu de Lisboa, o artista recebeu em palco o Disco de Platina referente a Raízes.
O reconhecimento foi sendo cada vez maior junto do público e de outras celebridades. Exemplo disso é Cristiano Ronaldo, que apareceu num vídeo no seu iate a cantar o tema "E Agora?". Noutro momento, Matias Damásio e o artista trocaram elogios sobre uma versão do tema "Como Antes" por parte do cantor angolano.

## A ligação ao flamenco
A par de artistas como Rosalía, e seguindo as conquistas de Paco de Lucia, Camarón de La Isla, Niña Pastori, Nininho Vaz Maia tem-se assumido como uma voz de promoção do flamenco em Portugal, mostrando o seu valor enquanto género musical de referência.

## Discografia

### Álbuns
- Raízes  (2021)

EP
- Aparentemente - vol 1

EP ao vivo
- Nininho Vaz Maia ao Vivo  (2021)

### Singles
- "Tudo Passa" (2016)
- "Eu Chorava" (2016)
- "Cola-te a Mim" (2019)
- "Quiero Bailar" (2019)
- "Soy Gitano" (2019)
- "Não Sou Perfeito" (com Nya de la Rubia) (2019)
- "Saudade" (2020)
- "El Tiempo" (com Prodigio) (2020)
- "Pégate a Mi" (2021)
- "Gosto de Ti" (com Cristiano Maia) (2021)
- "E Agora" (2021)
- "Nova Era" (2021)
- "Bailando" (2021)
- "Bebé" (2023) - n.º 83 (POR)[16]
- "Calon" (2023) - n.º 46 (POR)[17]
- "Despertar" (2025)

Outras faixas que entraram no top português de singles
- Foste Embora (EP Aparentemente - vol 1) - n.º 46 (POR)[18]